# Décès en 1213
Décès
- 1209
- 1210
- 1211
- 1212
- 1213
- 1214
- 1215
- 1216
- 1217

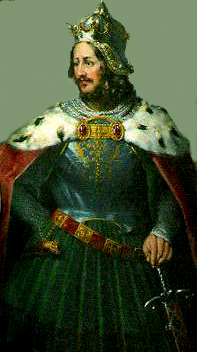
Guillaume de Lunebourg, mort en 1213.

Cette page dresse une liste de personnalités mortes au cours de l'année 1213 :
- 18 janvier : Tamar de Géorgie, reine de Géorgie.
- 22 février : Guibert-Martin de Gembloux, moine bénédictin, hagiographe médiéval et homme de lettres.
- 13 avril : Guy de Thouars, duc de Bretagne, comte de Richmond et baillistre de Bretagne.
- 18 avril : Marie de Montpellier, dame de Montpellier, d'Aumelas, reine d'Aragon.
- 24 mai : Wada Yoshimori, commandant militaire du début de l'époque de Kamakura du Japon.
- juin : Éléonore de Vermandois, noble française.
- 23 juin : Marie d'Oignies, mystique et thaumaturge du Brabant.
- 4 ou 5 septembre : Conrad le Frisé, prince polonais membre de la lignée des Piast de Silésie.
- 11 septembre : Jin Weishaowang, septième empereur de la seconde dynastie Jin.
- 12 septembre : Pierre II d'Aragon, à la bataille de Muret, roi d'Aragon, comte de Ribagorce (sous le nom de Pierre II), comte de Barcelone, de Gérone, de Besalú, de Pallars Jussà (sous le nom de Pierre I de Barcelone), comte de Gévaudan, seigneur de Montpellier et baron d'Aumelas.
- 18 septembre : Bernard de Pavie, canoniste et un prélat de l'Église catholique.
- 24 septembre : Gertrude de Méran, reine consort de Hongrie.
- 10 octobre : Ferry II de Lorraine, duc de Lorraine.
- 13 décembre : Guillaume de Lunebourg, duc de Lunebourg.
- 17 décembre : Jean de Matha, fondateur, avec saint Félix de Valois, de l'Ordre de la Sainte Trinité (appelé aussi Ordre de la Très Sainte Trinité pour la Rédemption des captifs, ou Trinitaires).

- Geoffroi de Villehardouin, à Messinople, Thrace.
- Giovanni Conti di Segni, cardinal italien.
- Gangjong, 22e roi de Goryeo.
- Marguerite de Bohême, reine consort de Danemark.
- Mkhitar Goch, fabuliste, juriste et théologien arménien.
- Muhammad an-Nasir, calife Almohade.
- Otago II d'Abkhazie, second duc d'Abkhazie de la dynastie des Chirvachidzé.
- Roger, cardinal allemand.
- Christine Sverresdatter, princesse norvégienne, reine consort titulaire de Norvège, comme épouse du  corégent Philippe Simonsson.
- Taira no Tokuko, connue plus tard en tant qu'impératrice douairière Kenrei, dernière membre impériale du clan Taira survivante du modeste navire portant l'empereur à la grande bataille navale de Dan-no-ura.
- Sharaf al-Dīn al-Tūsī, ou Sharaf al-Dīn al-Muẓaffar ibn Muḥammad ibn al-Muẓaffar al-Ṭūsī est un mathématicien persan de langue arabe.

## Crédit d'auteurs
- Cet article est partiellement ou en totalité issu de l'article intitulé « 1213 » (voir la liste des auteurs).